# 윌마 루돌프
윌머 글로딘 루돌프(영어: Wilma Glodean Rudolph, 1940년 6월 23일 ~ 1994년 11월 12일)는 미국여자 육상 선수이다.
미국 테네시 클락스빌 세인트 베들레헴에서 출생한 그녀는 4세 때에 급성 폐렴과 성홍열을 앓았으며, 11세가 될 때까지 제대로 걷지 못하게 되는 소아마비를 겪었다.
1956년 멜버른 올림픽에 16세의 나이로 첫 참가하여, 400m 계주에서 동메달을 획득하였다. 4년 후, 1960년 로마 올림픽에 참가하여 100m, 200m, 400m 계주에서 우승하여 3관왕이 되었다. 이탈리아인들은 그녀를 "La Gazzella Negra"(검은 가젤)이라고 불렀다.
선수 경력 동안에 100m와 200m에서 세계 기록들을 수립하였다. 육상 선수 생활을 은퇴한 후에 젊은이들을 위한 스포츠와 교육 프로그램을 위한 일을 시작하였다. 1994년 11월 12일 미국에서 암으로 사망하였다.